# Jesper Neergaard

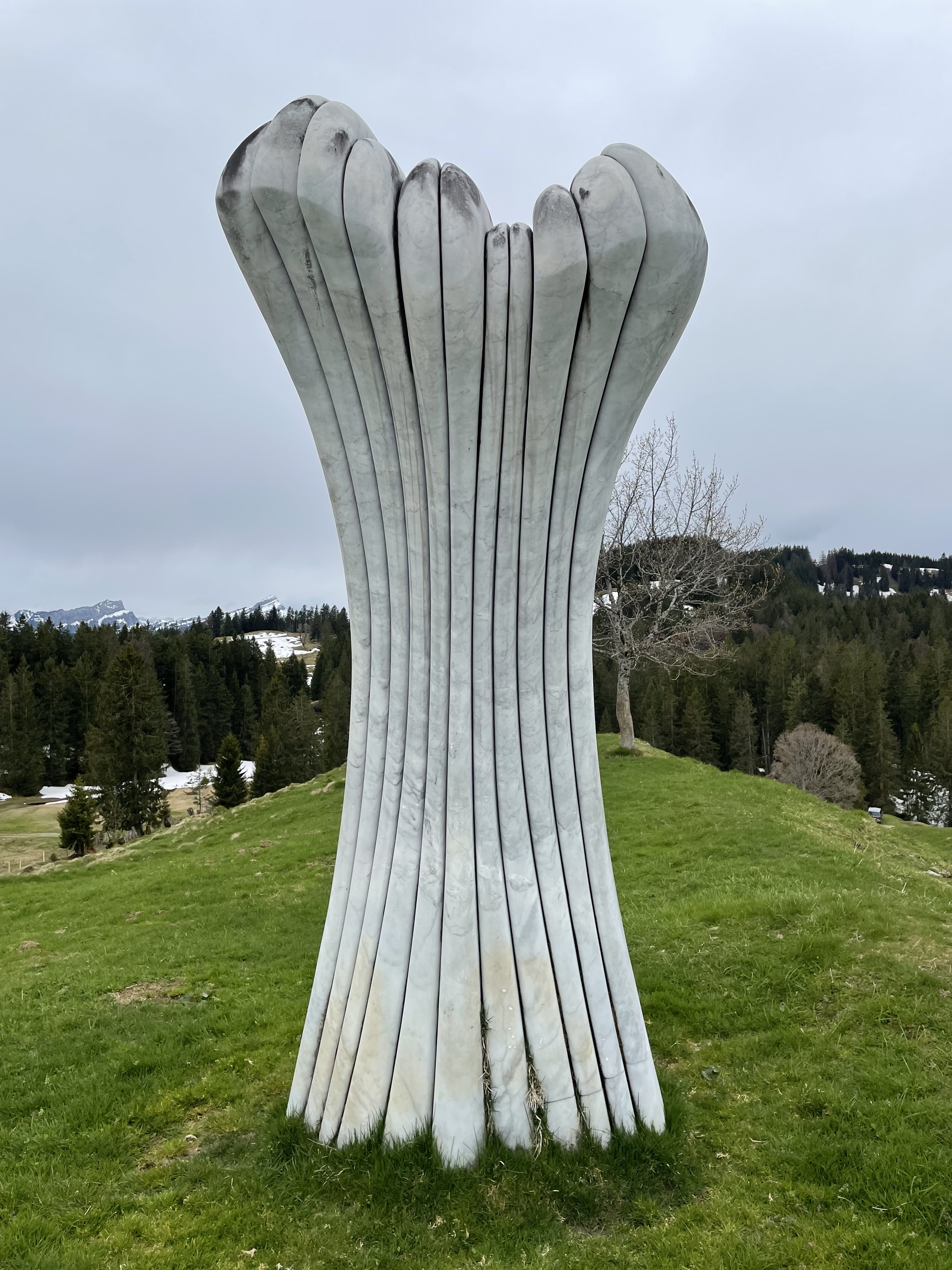
Skulptur Die Heie aus Carrara-Marmor

Jesper Neergaard (geboren 1939 in Frederiksberg) ist ein dänischer Bildhauer und Grafiker.
Er wuchs in Kopenhagen auf und studierte dort vergleichende Literatur. Seit 1974 ist er als Bildhauer tätig und wurde vor allem für seine abstrakten Monumentalskulpturen – vorzugsweise aus dem Werkstoff Marmor – bekannt, die sich in vielen Städten Europas, aber z. B. auch in Amerika und Japan befinden. Neben kleineren Formaten erstellte Neergaard auch unzählige Grafiken, meist monochrom. In seinem Werk dominieren organische, runde Formen. Diverse Ausstellungen und Symposien fanden vor allem im europäischen Raum statt.

## Film
- Das Geheimnis der Heie: Jesper Neergaards Marmorskulptur auf der Chlosteralp, Dokumentarfilm